# Rivalba
Rivalba est une commune italienne de la ville métropolitaine de Turin, dans la région Piémont.

## Administration
| Période                                  | Période  | Identité     | Étiquette | Qualité |
| ---------------------------------------- | -------- | ------------ | --------- | ------- |
| 5 avril 2005                             | En cours | Davide Rosso | civica    |         |
| Les données manquantes sont à compléter. |          |              |           |         |

### Communes limitrophes
Castagneto Po, San Raffaele Cimena, Gassino Torinese, Casalborgone, Sciolze, Cinzano

## Jumelages
Els Hostalets de Pierola (Espagne)